# Prestoea acuminata
Prestoea acuminata là loài thực vật có hoa thuộc họ Arecaceae. Loài này được (Willd.) H.E.Moore miêu tả khoa học đầu tiên năm 1963.